# Dekanat Trójcy Świętej (eparchia moskiewska)
Dekanat Trójcy Świętej – jeden z dekanatów wchodzących w skład eparchii moskiewskiej miejskiej. Obejmuje sześć rejonów w północno-wschodnim okręgu administracyjnym Moskwy: Aleksiejewskij, Butyrskij, Marfino, Marjina roszcza, Ostankinskij oraz Rostokino.

## Cerkwie w dekanacie[2]
- Cerkiew świętych Wiery, Nadziei i Luby oraz matki ich Zofii
- Cerkiew Złożenia Szaty Matki Bożej w Blachernie
- Cerkiew Narodzenia Matki Bożej, w trakcie odbudowy

Dzwonnica św. Dymitra Dońskiego z cerkwią pod tym samym wezwaniem
- Cerkiew Tichwińskiej Ikony Matki Bożej
- Cerkiew Trójcy Świętej
- Cerkiew Trójcy Świętej

Kaplica Świętych Cyryla i Metodego przy Międzynarodowym Instytucie Słowiańskim
Kaplica Zaśnięcia Matki Bożej na Cmentarzu Ostankińskim (cerkiew w budowie)
- Cerkiew Trójcy Świętej

Kaplica św. Symeona Persydzkiego
- Cerkiew Ikony Matki Bożej „Nieoczekiwana Radość”
- Cerkiew Świętych Cyryla i Metodego, w budowie